# Erste Schlacht von El Teb
 Aba – Dschebel Gedir I – Sennar I – Dschebel Gedir II – al-Ubayyid I – al-Ubayyid II – Sennar II – Sinkat – El Teb I – Scheikan – El Teb II – El Teb III – Tamanieh – Khartum – Abu Klea – Gallabat – Toski – Firket – Atbara – Omdurman – Umm Diwaykarat
Die Erste Schlacht von El Teb (4. Februar 1884) fand während des Mahdi-Aufstandes im Sudan statt. Einer Armee der Mahdisten unter Osman Digna gelang es, die ägyptischen Truppen zu schlagen.

## Ausgangslage
In Sudan war 1881 der Mahdi-Aufstand ausgebrochen. Die Truppen der Mahdisten hatten 1882 und 1883 große Erfolge gegen ägyptische Truppen erringen können und verschiedene Orte mit ägyptischen Truppen waren so unter Belagerung durch die Mahdisten gekommen. Die britische Regierung drängte darauf, die Situation durch eine Evakuierung der Truppen zu entschärfen. Die Evakuierung hätte über den Hafen von Sawakin am Roten Meer erfolgen können. Sawakin konnte von Schiffen versorgt werden und sich dementsprechend gegen die Truppen der Mahdisten behaupten. Aber weiter im Landesinneren waren die Orte Tokar und Sinkat völlig durch die Truppen der Mahdisten abgeschnitten.
Da alle verfügbaren ägyptischen Armeeeinheiten in der Schlacht von Scheikan zerschlagen wurden und die britische Regierung nicht bereit war, sich mit eigenen Truppen zu engagieren, wurde die ägyptische Gendarmerie unter ihrem Führer, dem britischen Offizier Valentine Baker und einer Reihe europäischer Offiziere, entsandt. Im Februar 1884 wurde eine aus 3000 Gendarmen bestehende Gruppe von Suez nach Sawakin verschifft, um die belagerten Orte zu unterstützen. Die Unternehmung hatte von Beginn an mit Problemen zu kämpfen. Der größte Teil der Infanterieeinheiten bestand aus ägyptischen kasernierten Polizisten, die ihren Dienst unter der Bedingung versahen, dass sie allein für zivile Aufgaben in Ägypten eingesetzt wurden. Als diese Polizisten hörten, dass sie in den Sudan verschifft werden sollten, desertierten viele von ihnen und jene, die blieben, waren stark demoralisiert und nicht kampfwillig.

## Die Schlacht
Am 3. Februar verlegte Baker seine Truppen mit dem Schiff entlang der Küste von Suakin nach Trinikat in der Nähe von Tokar. Er schlug ein Lager am Strand auf und marschierte von dort am nächsten Morgen ab. Die ägyptischen Truppen waren es nicht gewohnt, in geordneten Formationen zu marschieren, und waren eine dementsprechend unorganisierte Masse. Am Haltepunkt von El Teb an der Straße nach Tokar griff eine 1000 Mann starke Einheit von Mahdisten die Marschkolonne an. Trotz ihrer zahlenmäßigen Überlegenheit und ihrer besseren Waffen ergriff die Truppen unter britischem Kommando Panik und sie flohen, nachdem sie eine einzige Salve abgefeuert hatten. Die Mahdisten verfolgten sie, fügten ihnen schwere Verluste zu und töteten auf diese Weise fast alle europäischen Offiziere, die Widerstand leisteten. Allein Baker konnte sich mit einer Gruppe in das Lager am Strand retten und dieses erfolgreich verteidigen. Von den 3500 Truppen unter britischer Führung überlebten nur 700 Mann die Schlacht.
Nach seiner Rückkehr nach Suakin versuchte Baker, die Verteidigung der Stadt zu organisieren, aber die ägyptischen Truppen misstrauten den britischen Offizieren und verweigerten den Befehl. So besiegelte diese Niederlage den Untergang der anderen Truppen. Die Einheiten aus Sinkat versuchten einen Ausfall, um nach Suakin zu marschieren, doch wurden sie alle getötet. Die Einheiten in Tokar ergaben sich ohne weitere Gegenwehr.

## Ergebnis
In Großbritannien heizte die Niederlage Bakers die Forderungen nach dem Eingreifen regulärer britischer Truppen an. Um die für die Sicherung der Seewege nach Indien wichtige Küste des Roten Meeres zu halten und eine Alternative zur Route nach Khartum über den Nil aufrechtzuerhalten, entsandten die Briten nun eigene Truppen nach Sawakin. Am 12. Februar landete die Suakin Field Force unter General Gerald Graham. Diese hatten am Anglo-Ägyptischen Krieg teilgenommen und waren nun teilweise auf dem Rückweg nach Indien. Am 29. Februar 1884 kam es zur Zweiten Schlacht von El Teb, in der es Graham gelang, Osman Digna zu schlagen.